# Shimukappu, Hokkaidō
Shimukappu (占冠村 Shimukappu-mura) là một ngôi làng thuộc huyện huyện Yūfutsu, phó tỉnh Kamikawa, Hokkaidō, Nhật Bản. Tính đến ngày 1 tháng 10 năm 2020, dân số ước tính ngôi làng là 1.306 người và mật độ dân số là 2,3 người/km2. Tổng diện tích ngôi làng là 571,31 km2.